# Adorján András (fuvolaművész)
Adorján András (Budapest, 1944. szeptember 26. –) magyar fuvolaművész.

## Élete
1956-ban családjával Dániába költözött. 1968-ig Koppenhágában fogorvoslást, azután mégis inkább zenét tanult. A Freiburgi Egyetemen a svájci fuvolás Aurèle Nicolet volt a tanára. Két díjat is nyert nemzetközi zenei versenyeken. 1987-ben a Kölni Zenei Főiskolán tanári állást kapott. Aktív mind zenekari-, mind kamarazenészként (Müncheni Bach Collegium). Több mint 50 lemez-, illetve CD-felvételt készített. 1974 óta Münchenben él. A német társadalmi fuvolaegylet elnöke, 1996-tól 2011-ig, a Müncheni Zeneakadémia fuvolatanszakának rendes egyetemi tanára volt. A lánya, Johanna Adorján (* 1971) újságíró, író.

## Díjai
- 1968: Jacob Gade Díj, Koppenhága
- 1971: Premier Grand Prix a Concours International de Flûte-on, Párizs

## Fordítás
- Ez a szócikk részben vagy egészben  az   András Adorján (Flötist) című német Wikipédia-szócikk ezen változatának fordításán alapul.  Az eredeti cikk szerkesztőit annak laptörténete sorolja fel. Ez a jelzés csupán a megfogalmazás eredetét és a szerzői jogokat jelzi, nem szolgál a cikkben szereplő információk forrásmegjelöléseként.